# Piaseczyński Klub Rozwoju
Piaseczyński Klub Rozwoju stowarzyszenie powstałe w 1994 roku. Początkowo funkcjonowało jako spontaniczna inicjatywa, a od 2001 roku jako stowarzyszenie zarejestrowane w KRS pod nr 0000026472. Wykreślone z rejestru stowarzyszeń KRS z dniem 01 czerwca 2023 roku.
Patronem stowarzyszenia był książę mazowiecki Janusz I Starszy, który nadał Piasecznu prawa miejskie. Celem Klubu był rozwój powiatu piaseczyńskiego i poprawa warunków życia jego mieszkańców. Stowarzyszenie przez lata notowało poparcie społecznie, weryfikowane w kolejnych wyborach. Klub wielokrotnie wprowadzał reprezentację do Rady Powiatu Piaseczyńskiego i do rad miast i gmin tworzących powiat piaseczyński.
Klub był organizacją elitarną. Jego ścisłe kierownictwo to m.in. wieloletni radni, adwokaci, notariusze, radcowie prawni, oficerowie, nauczyciele i liczna rzesza przedsiębiorców.

## Historia Klubu
Wybory Samorządowe 1994
Klub był w fazie organizacji, członkowie brali udział w wyborach samorządowych w ramach niezależnego komitetu, który obsadził samodzielnie zaledwie 3% mandatów w Radzie Miejskiej w Piasecznie.
Wybory Samorządowe 1998
Klub wszedł w skład komitetu Wyborczego „Przymierze Społeczne” i ponownie obsadził zaledwie 3% mandatów w Radzie Miejskiej w Piasecznie. Klub wspierał koalicję rządzącą w gminie, tworzoną przez komitety wyborcze Akcji Wyborczej Solidarność, Przymierza Społecznego, Unii Wolności i Stowarzyszenia Przyjaciół Zalesia Górnego. Koalicja trwała trzy lata. Po zmianie koalicji do końca kadencji Klub Rozwoju nie wchodził w skład koalicji.
Wybory Samorządowe 2002
Klub był już zarejestrowanym stowarzyszeniem i mógł utworzyć samodzielny komitet wyborczy. Komitet wyborczy „Klub Rozwoju”, osiągnął ogromny sukces, zdobywając 8,4% głosów w wyborach do Rady Miejskiej w Piasecznie i w ramach koalicji z innym stowarzyszeniem lokalnym „Klub Rozwoju – Nasz Powiat” zdobył aż 17,8% głosów w wyborach do Rady Powiatu Powiatu Piaseczyńskiego.
Wybory Samorządowe 2006
Utworzony przez osoby wywodzące się ze stowarzyszenia komitet wyborczy „Klub Rozwoju Dróg i Metra do Piaseczna” zdobył samodzielnie 6,41% głosów w wyborach do Rady Powiatu Piaseczyńskiego i 7,2% w wyborach do Rady Miejskiej w Piasecznie. Klub startował w Bloku wraz z dwoma innymi komitetami: Platformą Obywatelską i stowarzyszeniem „Nasza Gmina – Nasz Powiat”. Blok obsadził w Radzie Powiatu Piaseczyńskiego aż 52% mandatów. Po wyborach samorządowych cztery ugrupowania: Platforma Obywatelska, Prawo i Sprawiedliwość, stowarzyszenie „Nasza Gmina – Nasz Powiat” i Klub Rozwoju utworzyły koalicję rządzącą Powiatem Piaseczyńskim. W styczniu 2008 roku w związku z wybuchem Afery Deweloperskiej, Platforma Obywatelska i Klub Rozwoju wystąpiły z koalicji, pozostawiając do końca kadencji w opozycji. W 2009 roku Platforma Obywatelska, Prawo i Sprawiedliwość Klub Rozwoju zawarły porozumienie o współpracy w Radzie Miejskiej w Piasecznie, gdzie współrządzili do końca kadencji.
Wybory Samorządowe 2010
Utworzony przez osoby wywodzące się ze stowarzyszenia komitet wyborczy "Klub Rozwoju: drogi, autobusy, metro" polepszył swój wynik, zdobywając 10,3% głosów w wyborach do Rady Powiatu Piaseczyńskiego i 10,3% głosów w wyborach do Rady Miejskiej w Piasecznie. Radni Klubu przez cały okres kadencji byli w opozycji zarówno w samorządzie powiatowym, jak i miejskim.
Wybory Samorządowe 2014
Utworzony przez osoby wywodzące się ze stowarzyszenia komitet wyborczy "Klub Rozwoju" uzyskał w wyborach do Rady Powiatu Piaseczyńskiego 6,51% głosów.